# Дзалантхеви
Дзалантхеви (груз. ძალანთხევი) — село в Грузии, на территории Мцхетского муниципалитета края (мхаре) Мцхета-Мтианети.

## География
Село находится в центральной части Грузии, на восточном склоне Триалетского хребта, на расстоянии приблизительно 10 километров (по прямой) к юго-западу от города Мцхета, административного центра края и муниципалитета. Абсолютная высота — 813 метров над уровнем моря.

## Население
По результатам официальной переписи населения 2014 года в Дзалантхеви проживало 14 человек (14 мужчин). В национальной структуре населения грузины составляли 100 %.
| Год  | Население, человек |
| ---- | ------------------ |
| 2002 | 11                 |
| 2014 | ↗ 14               |